# Apareiodon tigrinus
Apareiodon tigrinus is een straalvinnige vissensoort uit de familie van de rotszalmen (Parodontidae). De wetenschappelijke naam van de soort is voor het eerst geldig gepubliceerd in 2003 door Pavanelli & Britski.